# 薩洛尼努斯
普布里烏斯·利奇尼烏斯·柯爾涅利烏斯·薩洛尼努斯（Publius Licinius Cornelius Saloninus，約242年－260年），羅馬帝國的皇帝，但從未實際親政。
薩洛尼努斯的父親是加里恩努斯，母親則為柯爾涅利家族的「柯爾涅利亞·薩洛尼那」。258年，即將成年的薩洛尼努斯，在兄長過世後便被受封為「凱撒」，代表他的皇位繼承地位。之後他被派往高盧。
260年初，薩洛尼努斯的祖父瓦勒良皇帝在東征波斯失敗被俘，其父親加里恩努斯的皇帝權威尚未鞏固。此時的高盧軍團為了戰利品分配的問題，軍團長官波斯圖穆斯與西爾瓦努斯產生了嚴重的爭執——西爾瓦努斯是薩洛尼努斯的保護人，兩方因而爆發軍事衝突。波斯圖穆斯將薩洛尼努斯一方圍在科隆城內，守軍擁立薩洛尼努斯為「奧古斯都」以鞏固自己的地位。但最後科隆城仍被攻破，薩洛尼努斯被殺。後人推測，薩洛尼努斯時年應不滿廿歲。
波斯圖穆斯殺死薩洛尼努斯之後，已經不可能與羅馬皇帝加里恩努斯和解。於是他便自立為帝，成立了高盧帝國。